# Avannaa

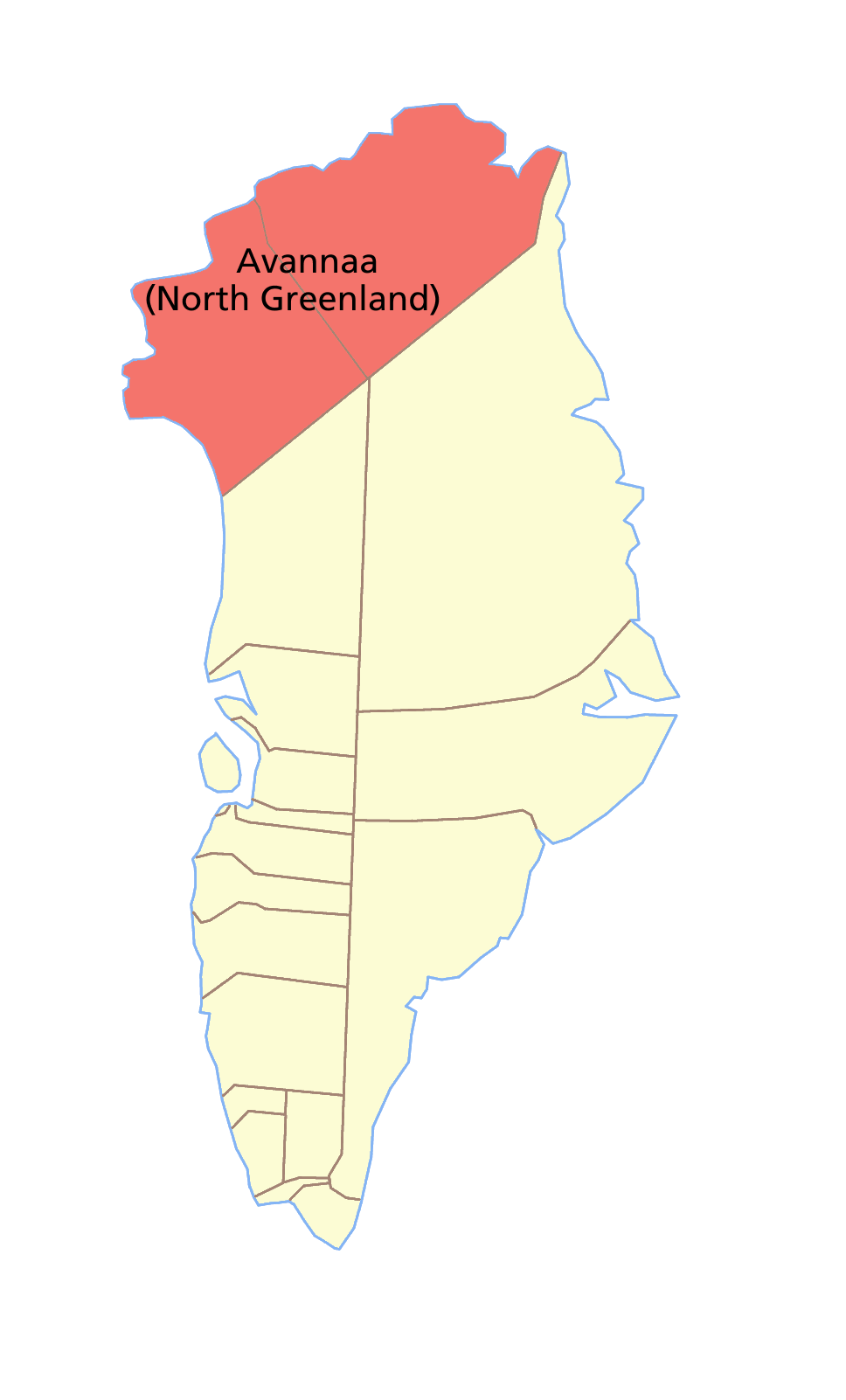
Avannaa was het meest noordelijke landsdeel van Groenland

Avannaa of Nordgrønland (Noord-Groenland) was een van de drie landsdelen (Deens: amter) van Groenland. Het bestuur van het per 1 januari 2009 opgeheven landsdeel was gevestigd in Qaanaaq, de enige gemeente in dit landsdeel.
Avannaa is een zeer dunbevolkt gebied. Met een oppervlakte aan ijsvrij land van 106.700 km² en een bevolking van 843 inwoners had het een bevolkingsdichtheid van slechts 0,0079 inwoners per vierkante kilometer. De totale landoppervlakte, inclusief het gedeelte dat met ijs bedekt is, was ruim 500.000 km². Omdat de hoeveelheid neerslag in Noord Groenland gering is, heeft dit deel van Groenland relatief een groter oppervlak aan ijsvrij land dan de rest van het land.
Naast Qaanaq bevonden zich in Avannaa ook nog een deel van het Nationale Park Groenland (Grønlands Nationalpark), dat het gehele oostelijke deel beslaat, en een legerbasis van de Verenigde Staten, Thule Air Base.
Voormalige landsdelen: Kitaa  · Tunu  · Avannaa

Voormalige gemeenten: Aasiaat  · Ammassalik · Ilulissat · Ittoqqortoormiit  · Ivittuut · Kangaatsiaq  · Maniitsoq · Nanortalik · Narsaq · Nuuk · Paamiut · Qaanaaq · Qaasuitsup · Qaqortoq · Qasigiannguit · Qeqertarsuaq · Sisimiut · Upernavik · Uummannaq